# Plamki Rotha
Plamki Rotha (ang. Roth's spots) – spotykane w infekcyjnym zapaleniu wsierdzia wybroczyny w siatkówce. Widoczne są w badaniu dna oka. Typowo mają blady środek. Nie są objawem patognomonicznym dla IZW; spotykane są też w białaczkach, cukrzycy, anemii Addisona-Biermera, po epizodach niedokrwiennych.
Opisał je w 1872 roku patolog Moritz Roth.